# Ауґусто де Муро
Ауґусто де Муро (ісп. Augusto de Muro; 1886 або 1887, Буенос-Айрес — 16 листопада 1959, Буенос-Айрес) — аргентинський шаховий функціонер. Голова Федерації шахів Аргентини та оргкомітету Олімпіади 1939 року. Того ж року на Генеральній асамблеї ФІДЕ обраний президентом організації, хоча щодо законности голосування тривають дискусії.
2023 року Міжнародна федерація шахів (ФІДЕ) ухвалила рішення CM1-2023/46 про законність обрання Ауґусто де Муро президентом ФІДЕ за результатами Генеральної асамблеї 1939 року, таким чином визнавши аргентинця президентом організації у період з 1939 до 1946 року.

## Роль в історії спорту
Ауґусто де Муро двічі обирали головою Федерації шахів Аргентини — у 1929 та 1937 роках. Також був президентом національної асоціації Аргентинський автомобільний клуб (Automóvil Club Argentino).
Як голова організаційного комітету Олімпіади 1939 року відіграв важливу роль у врегулюванні протиріч, що виникли на олімпіаді після початку Другої світової війни. Збірні Польщі та Франції, а пізніше й Палестини, відмовилися грати проти Німеччини. Тоді німці примусили команду «Чехословаччини» (фактично — Протекторату Богемії та Моравії) бойкотувати матчі з цими збірними. Де Муро запропонував усі матчі між згаданими командами (а також зустріч Аргентина — Палестина) вважати нічиїми, на що пристали капітани команд. Турнір вдалось завершити.